# Till det som är vackert
Till det som är vackert (Aan dat wat mooi is) is een Zweedse dramafilm uit 2010 geschreven en geregisseerd door Lisa Langseth. De film werd in de Engelstalige wereld uitgebracht als Pure.
Hoofdrolspeelster Alicia Vikander won de prestigieuze Zweedse Guldbagge Award voor beste actrice in deze film.

## Verhaal
Katarina (Vikander) is twintig en woont in de buurt van Göteborg. Ze heeft haar school niet afgemaakt en haar moeder is aan de drank. Via een filmpje op YouTube raakt ze in de ban van de muziek van Wolfgang Amadeus Mozart en daarom solliciteert ze als receptioniste bij het concertgebouw waar ze dirigent Adam (Samuel Fröler) ontmoet.

## Rolverdeling
| Acteur          | Personage |
| --------------- | --------- |
| Alicia Vikander | Katarina  |
| Samuel Fröler   | Adam      |